# Tête Ronde (massif des Bornes)
Pour les articles homonymes, voir Tête Ronde.
La tête Ronde est une montagne de France située en Haute-Savoie.

## Géographie

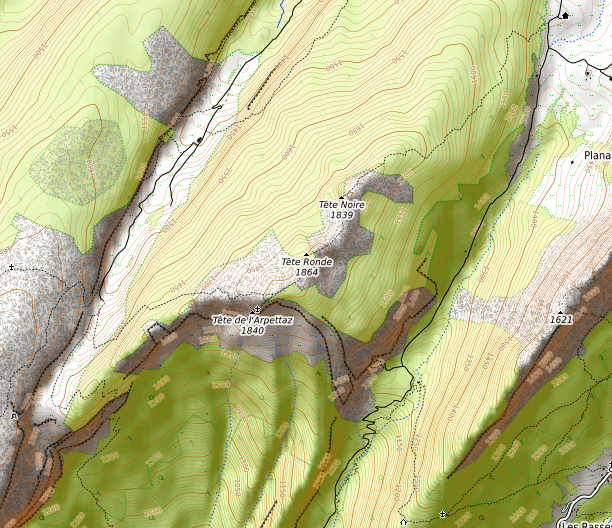
Carte topographique.

De forme allongée et bombée, elle est entourée au nord-ouest par le mont Téret dont elle est séparée par la gorge d'Ablon, de la pointe de Dran au sud-est, du plateau des Glières et notamment la plaine de Dran au nord-est et de la vallée du Fier au sud-est. Cet anticlinal présente une falaise en arc de cercle au sud-ouest, au-dessus du village de la Balme-de-Thuy. Autour de son sommet qui s'élève à 1 864 mètres d'altitude se trouve deux autres sommets moins élevé, la tête Noire au nord-est avec 1 834 mètres d'altitude et la tête de l'Arpettaz au sud-ouest avec 1 840 mètres d'altitude.
Cette montagne karstique comporte de nombreuses cavités connues des spéléologues.

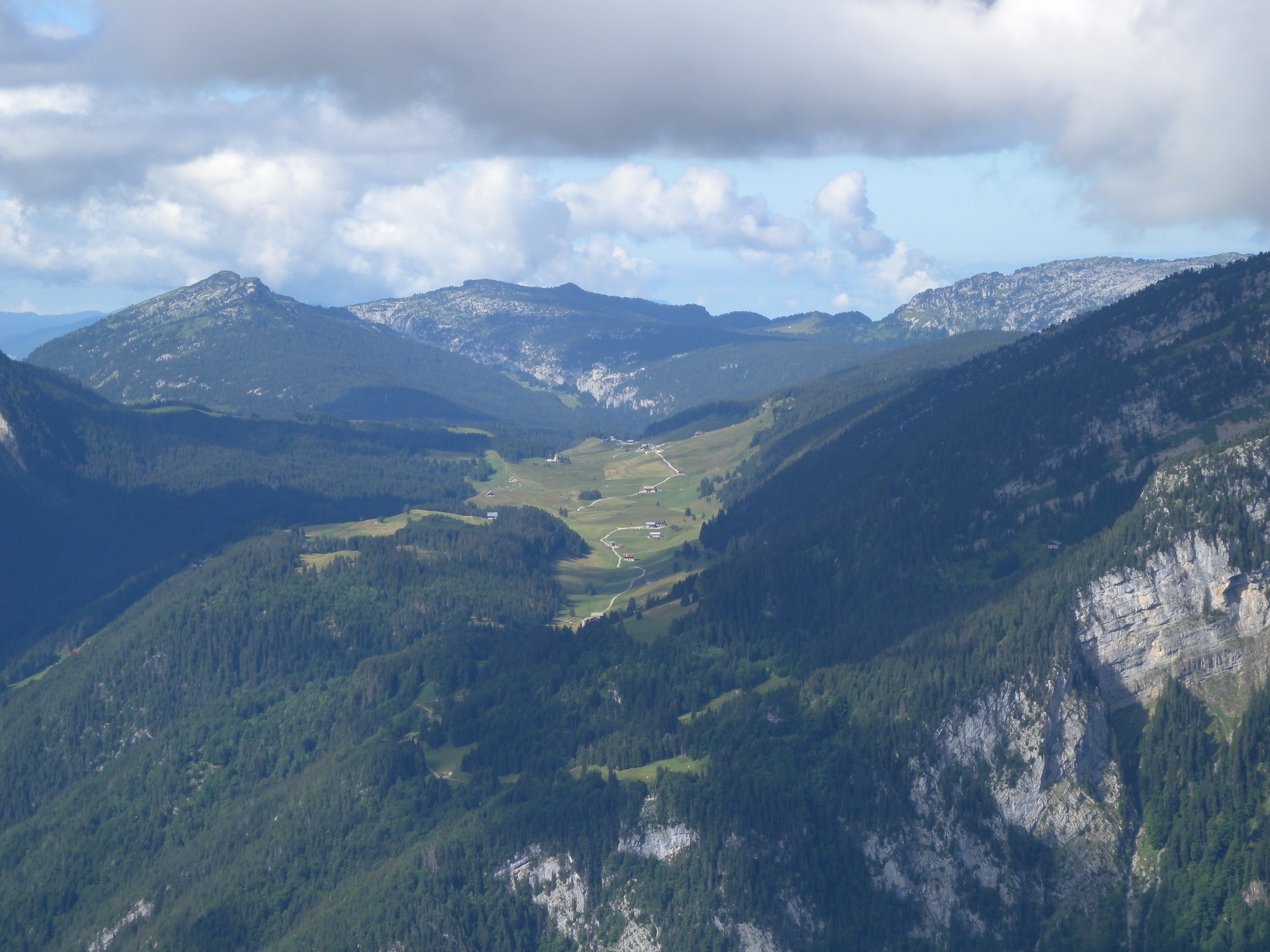
La tête Ronde (à gauche) vue depuis le nord-est avec le plateau des Glières au premier plan.